# اروين نسيم
اروين نسيم (بالألمانية: Erwin Nasse)‏ (و. 1829 – 1890 م) هو اقتصادي، وأستاذ جامعي، وسياسي ألماني، ولد في بون، توفي في بون، عن عمر يناهز 61 عاماً.

## مناصب
تولى منصب عضو مجلس النواب البروسي اللوردات
- عضو مجلس النواب البروسي

.